# Durazzo (Molinella)
Durazzo è stata una frazione di Molinella fino ai primi dell'Ottocento. Attualmente è un toponimo che identifica la zona in cui sorgeva il nucleo abitato, oggi parte della frazione di San Martino in Argine.

## Storia
Durazzo sorse in un'epoca antecedente alla stessa Molinella e nel medioevo godette di una discreta floridezza economica e importanza commerciale.
Nel 1296 fu assalita e depredata da un gruppo di argentani che agivano per conto degli Estensi. 

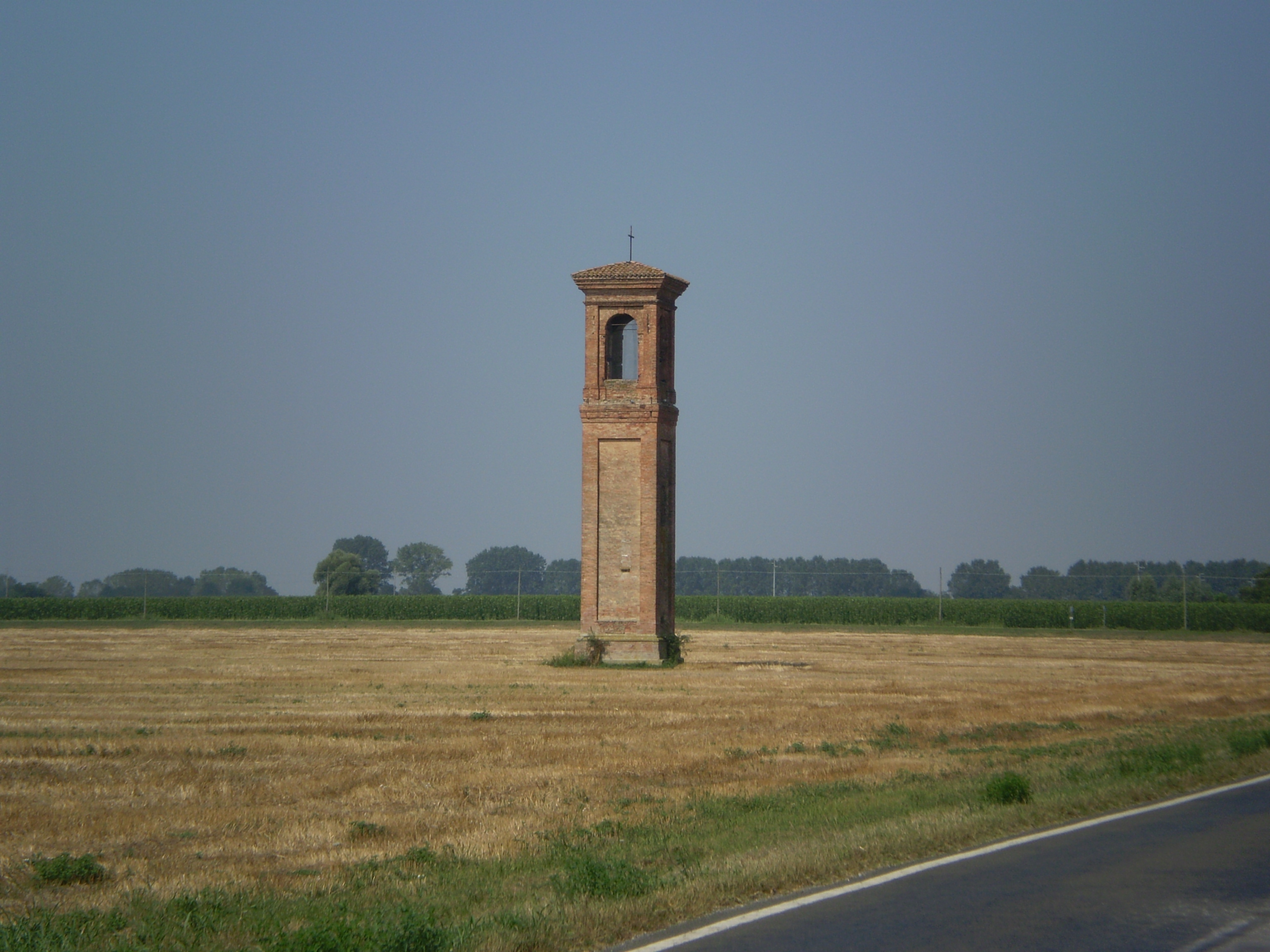
Il campanile di Durazzo nell'aprile 2009

Durazzo era una comunità posta sulla strada che collegava Argenta, Cavalli, Mezzolara e San Martino in Argine. La prima chiesa di cui si hanno notizie risale alla metà del Cinquecento ed era dedicata ai Santi Filippo e Giacomo ma, per le continue alluvioni, verso il 1600 cadde in rovina. 
Nel 1620 i fratelli Rizzardo e Ugo Pepoli fecero costruire una nuova chiesa con campanile, lunga 5,5 metri, larga 4 metri e alta 7 metri, sempre dedicata ai Santi Filippo e Giacomo, a nord-est del vecchio tempio.
Benché fosse stata costruita in posizione più elevata rispetto alla precedente, anche questa chiesa fu danneggiata dalle frequenti alluvioni tanto che a partire dal 1823 al parroco Francesco Way fu impossibile celebrare la messa. Il 19 agosto 1828 il tempio venne ufficialmente ritenuto inadatto ai riti e fu quindi abbandonato. Durazzo stessa venne assorbita dalla parrocchia di San Martino in Argine. Qualche tempo dopo l'edificio crollò. Rimase in piedi soltanto il campanile, interrato di circa tre metri per i detriti alluvionali. Nel 1992 è stato restaurato per opera del Circolo amici dei monumenti di Molinella.
Intorno a Durazzo, in una zona chiamata La chiavica, sorgeva anche un Oratorio della Beata Vergine del Rosario che fu usato come luogo di culto da quando la chiesa era crollata. La costruzione andò distrutta durante gli avvenimenti della Seconda guerra mondiale.  
Attualmente le case rurali che fanno parte di Durazzo sono ancora per lo più abitate. Il campanile rimane il simbolo e il fulcro  del piccolo complesso  contadino.